# Приймальна комісія закладу вищої освіти
Приймальна комісія закладу вищої освіти (англ. University admission or college admission) — робочий орган закладу вищої освіти, що утворюється для організації прийому вступників. Строк повноважень Приймальної комісії становить один календарний рік.
Приймальна комісія працює на засадах демократичності, прозорості та відкритості
Діяльність приймальної комісії здійснюється відповідно до законодавства України, Положення про приймальну комісію закладу вищої освіти, затвердженого наказом Міністерства освіти і науки України від 15 жовтня 2015 року № 1085, а також правил прийому до закладу вищої освіти, статуту закладу вищої освіти та положення про Приймальну комісію закладу вищої освіти, яке затверджується Вченою радою закладу вищої освіти.

## Підрозділи Приймальної комісії
Для виконання покладених на Приймальну комісію завдань і здійснення нею своїх функцій наказом керівника закладу вищої освіти утворюються наступні підрозділи Приймальної комісії:
- предметні екзаменаційні комісії;
- комісії для проведення співбесід;
- фахові атестаційні комісії;
- предметні комісії;
- апеляційна комісія (апеляційні комісії);
- відбіркова комісія (відбіркові комісії) — у разі потреби.

### Предметні екзаменаційні комісії та комісії для проведення співбесід
Предметні екзаменаційні комісії та комісії для проведення співбесід закладу вищої освіти утворюються у випадках, передбачених умовами прийому, для проведення вступних випробувань при вступі на навчання. В Україні такі комісії створюються відповідно до наказу керівника закладу вищої освіти. До складу цих комісій можуть входити (за згодою) працівники інших навчальних закладів, науково-дослідних установ.

## Основні завдання та обов'язки Приймальної комісії
Приймальна комісія:
- забезпечує інформування вступників, їх батьків та громадськість з усіх питань вступу до закладу вищої освіти;
- організовує прийом заяв та документів, приймає рішення про допуск вступників до участі в конкурсі (до участі у вступних випробуваннях);
- подає до Єдиної державної електронної бази з питань освіти отримані від вступників дані про них, вносить зміни до статусів заяв вступників в Єдиній базі;
- координує діяльність усіх структурних підрозділів закладу вищої освіти щодо підготовки та проведення конкурсного відбору;
- організовує і проводить консультації з питань вступу на навчання та вибору спеціальності, що найбільш відповідає здібностям, нахилам і рівню підготовки вступників;
- організовує та контролює діяльність технічних, інформаційних і побутових служб щодо створення умов для проведення вступної кампанії;
- забезпечує оприлюднення на вебсайті закладу вищої освіти документів щодо забезпечення прийому до цього закладу, передбачених законодавством;
- приймає рішення про зарахування вступників за формами навчання і джерелами фінансування.

## Склад Приймальної комісії та її підрозділів
Склад Приймальної комісії та її підрозділів, за винятком осіб, які входять до них згідно з посадовими обов'язками, щороку поновлюється не менш ніж на третину.
Допускається включати до складу комісій Приймальної комісії науково-педагогічних (педагогічних) працівників інших навчальних закладів.
Одна й та сама особа може бути відповідальним секретарем не більше ніж три роки поспіль.
До складу Приймальної комісії, предметних екзаменаційних, відбіркових і фахових атестаційних комісій та апеляційної комісії не можуть входити особи, діти яких вступають до цього закладу вищої освіти в поточному році.

## Див. наприклад
1. правила прийому у 2017 році до:
- Правила прийому у 2017 році Київського національного університету імені Тараса Шевченка
- Правила прийому у 2017 році Національного технічного університету України «Київський політехнічний інститут імені Ігоря Сікорського»

2. положення про Приймальну комісію:
- Положення про Приймальну комісію Київського національного економічного університету імені Вадима Гетьмана
- Положення про Приймальну комісію Національного технічного університету України «Київський політехнічний інститут імені Ігоря Сікорського» [Архівовано 27 березня 2020 у Wayback Machine.]

3. Офіційний вебсайт приймальної комісії:
- Вебсайт приймальної комісії Національного технічного університету України «Київський політехнічний інститут імені Ігоря Сікорського» [Архівовано 27 квітня 2017 у Wayback Machine.]
- Вебсайт приймальної комісії Київського національний університету імені Тараса Шевченка [Архівовано 27 квітня 2017 у Wayback Machine.]